# Qualificazioni al campionato mondiale di calcio 2014 - CONCACAF - Seconda fase, gruppo D

## Classifica
| Squadra             | PT | G | V | N | P | F  | S  | DR  |
| ------------------- | -- | - | - | - | - | -- | -- | --- |
| Canada              | 14 | 6 | 4 | 2 | 0 | 18 | 1  | +17 |
| Porto Rico          | 9  | 6 | 2 | 3 | 1 | 8  | 4  | +4  |
| Saint Kitts e Nevis | 7  | 6 | 1 | 4 | 1 | 6  | 8  | -2  |
| Saint Lucia         | 1  | 6 | 0 | 1 | 5 | 4  | 24 | -20 |

## Risultati
| Arbitro: | Jair Marrufo |

|                                                   |           |         |
| Simpson 6’, 61’ De Rosario 50’ (rig.) Johnson 91’ | Marcatori | 7’ Paul |

| Basseterre 2 settembre 2011, ore 19:30 UTC-4 | Saint Kitts e Nevis | 0 – 0 referto | Porto Rico | Warner Park (3.500 spett.)\| Arbitro: \| Ricardo Arellano \| |
| Arbitro:                                     | Ricardo Arellano    |               |            |                                                              |

| Arbitro: | Kevin Thomas |

|                       |           |                                             |
| Pierre 65’ Valcin 84’ | Marcatori | 7’ Lake 12’ Francis 15’ Mitchum 44’ Elliott |

| Arbitro: | Enrico Wijngaarde |

|  |           |                                   |
|  | Marcatori | 42’ Hume 84’ Jackson 93’ Ricketts |

| Arbitro: | Rolando Vidal |

|  |           |                                                     |
|  | Marcatori | 19’, 27’, 39’ Jackson 35’, 52’ Occéan 73’, 86’ Hume |

| Arbitro: | Neal Brizan |

|             |           |          |
| Cabrero 34’ | Marcatori | 58’ Lake |

| Toronto 11 ottobre 2011, ore 19:00 UTC-4 | Canada            | 0 – 0 referto | Porto Rico | BMO Field\| Arbitro: \| Stanley Lancaster \| |
| Arbitro:                                 | Stanley Lancaster |               |            |                                              |

| Arbitro: | Adrian Skeete |

|          |           |            |
| Lake 84’ | Marcatori | 75’ Valcin |

| Basseterre 11 novembre 2011, ore 20:00 UTC-4 | Saint Kitts e Nevis  | 0 – 0 referto | Canada | Warner Park\| Arbitro: \| Elmer Arturo Bonilla \| |
| Arbitro:                                     | Elmer Arturo Bonilla |               |        |                                                   |

| Arbitro: | Kenville Holder |

|  |           |                                       |
|  | Marcatori | 4’ Arrieta 14’, 46’ Ramos 53’ Cabrero |

| Arbitro: | Bryan Willett |

|                            |           |  |
| Ramos 13’, 85’ Marrero 87’ | Marcatori |  |

| Arbitro: | Ricardo Cerdas Sánchez |

|                                                           |           |  |
| Occéan 27’ De Rosario 35’ (rig.) Simpson 46’ Ricketts 88’ | Marcatori |  |